# Jan Doliński (architekt)

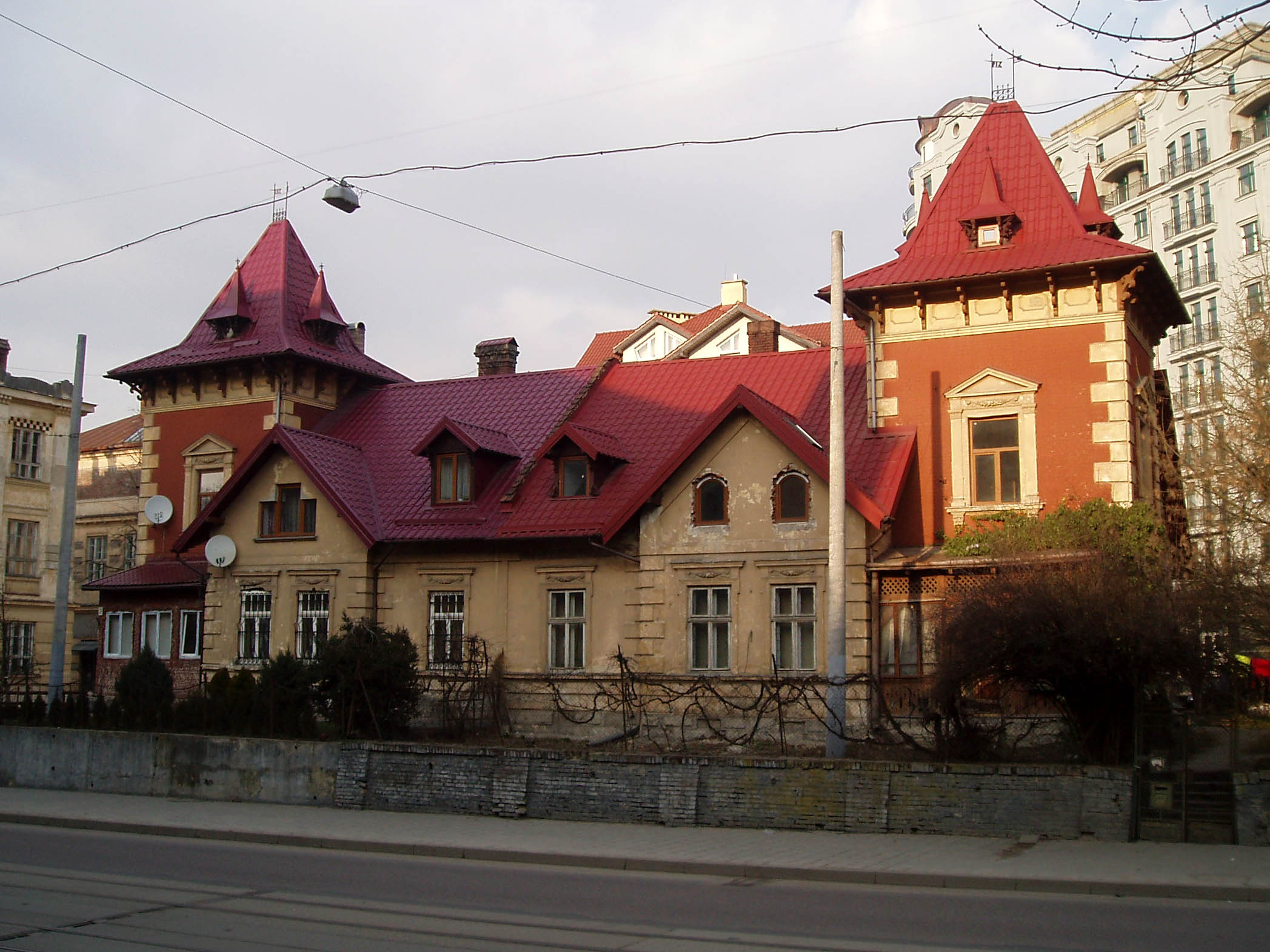
Willa miejska przy ulicy Snopkowskiej 3-5 (obecnie ul. Wasyla Stusa), Lwów

Jan Doliński (ur. 1852, zm. 5 kwietnia 1916 we Lwowie) – architekt.

## Życiorys
Ukończył studia w Szkole Politechnicznej we Lwowie, wcześniej pracował w lwowskich pracowniach architektonicznych. Uczestniczył w zorganizowanym w 1890 konkursie na gmach szkoły inżynierskiej. Projektował kamienice i obiekty użyteczności publicznej, jego wiodącym stylem była secesja. Był wykładowcą w szkole sztuk pięknych i w szkole przemysłowej.

## Dorobek architektoniczny
- Gmach szkolny w Brodach, wspólnie z Bronisławem Bauerem /1881/;
- Koedukacyjna szkoła im. Stanisława Konarskiego przy ulicy Leona Sapiehy we Lwowie (obecnie ul. Stepana Bandery 91), współautor Bronisław Bauer. Projekt zawierał elementy włoskiego neorenesansu i sztuki ludowej /1892-93/;
- Dom własny przy ulicy gen. Józefa Dwernickiego we Lwowie (obecnie ul. Mykoły Łemyka, 34) /1899/;
- Willa miejska przy ulicy Snopkowskiej we Lwowie (obecnie ul. Wasyla Stusa 3-5) /1900/;
- Kamienica przy ulicy gen. Józefa Dwernickiego we Lwowie (obecnie ul. Jurija Muszaka 24) /1905/;
- Kamienice przy ulicy Zaścianek/Benedykta Dybowskiego we Lwowie (obecnie ul. Kubańskiej 15 i 17) /1908/;
- Kamienica przy ulicy Zaścianek/Benedykta Dybowskiego we Lwowie (obecnie ul. Kubańskiej) /1910/;
- Projekty witraży w stylu narodowym (huculskim), projekt głównych drzwi wchodowych żelaznych, kratowych oraz hełmu wieżowego dla cerkwi Zaśnięcia Najświętszej Marii Panny w Radymnie (w ciągu roku szkolnego 1910/1911)[2];
- Projekt hal wystawowych Targów Wschodnich w Parku Stryjskim we Lwowie /1921/;
- Willa w stylu pałacyku przy ulicy księcia Józefa Poniatowskiego we Lwowie (obecnie ul. Ułasa Samczuka 15) /1923/;
- Kamienica przy ulicy Józefa Poniatowskiego 25 w Przemyślu[3] /1906/.